# András Gergely
András Gergely – węgierski kierowca wyścigowy i rajdowy.

## Biografia
Na przełomie lat 70. i 80. rywalizował Ładą 2101 m.in. w mistrzostwach Europy i rajdowym Pucharze Pokoju i Przyjaźni. Ponadto uczestniczył na trasach wyścigowych. Na początku lat 80. ścigał się Ładą 1300. W 1980 roku zajął tym samochodem szóste miejsce w wyścigu górskim w Mecsek. W sezonie 1981 zadebiutował Ładą w Pucharze Pokoju i Przyjaźni, kończąc trzy wyścigi w pierwszej dziesiątce (Hawierzów – 9., Kielce – 7., Kijów – 8.). W 1982 roku był piętnasty w klasyfikacji końcowej Pucharu, zajmując m.in. siódme miejsce w Kielcach i ósme w Albenie. Sezon 1983 zakończył na siódmym miejscu, najlepiej finiszując w Poznaniu (piąty) i Albenie (czwarty). W 1984 roku był 21. w klasyfikacji końcowej, zostając za to wicemistrzem Węgier w klasie BBK/16. Rok później został mistrzem kraju zarówno w kategorii BBK, jak i klasie BBK/18. Rok później ścigał się zarówno Ładą, jak i Škodą 120 LS. W klasyfikacji końcowej Pucharu Pokoju i Przyjaźni Gergely był piętnasty, zaś w mistrzostwach Węgier zajął Škodą drugie miejsce w klasie A/9.
W 1988 roku Węgier rozpoczął starty samochodem marki MTX w Formule Easter. W mistrzostwach Węgier zajął wówczas trzecie miejsce.